# Eurosport (UK)
Eurosport (UK) war ein britischer Hersteller von Automobilen.

## Unternehmensgeschichte
Das Unternehmen aus Rayleigh in der Grafschaft Essex war zunächst eine Autowerkstatt, die sich auf den Fiat X 1/9 spezialisiert hatte. 1990 begann unter Leitung von J. H. und M. P. Weidner die Produktion von Automobilen und Kits. Der Markenname lautete Eurosport. 1992 erfolgte der Umzug nach Sawston in Cambridgeshire. 1996 oder 1997 endete dort die Produktion. Rimmer Bros aus Lincoln in Lincolnshire setzte die Produktion unter Beibehaltung des Markennamens noch bis 1998 fort. Insgesamt entstanden etwa vier Exemplare.

## Fahrzeuge
Das einzige Modell war der TR 40. Er ähnelte einem Ferrari F 40. Die Basis bildete ein Triumph TR 7. Darauf wurde eine Karosserie aus Fiberglas montiert. Zur Wahl standen Coupé und Cabriolet.